# The Arrival (film)
The Arrival is een Amerikaanse sciencefictionfilm die geregisseerd werd door David Twohy en met in de hoofdrol Charlie Sheen. Kleinere rollen worden gespeeld door Lindsay Crouse, Richard Schiff, Ron Silver en Teri Polo.
Sheen speelt de rol van de radio-astronoom Zane Zaminski die bewijs vindt van een intelligente buitenaardse levensvorm maar tijdens zijn zoektocht in een complot belandt.
De film was een behoorlijk succes, enkel al in eigen land bracht hij meer dan 14 miljoen dollar op. De Academy of Science Fiction, Fantasy & Horror Films gaf de film de prijs voor de beste op video-uitgebrachte film van het jaar. In 1998 kwam het vervolg The Second Arrival uit.

## Verhaal
Ilana Green is een klimaatexpert die ontdekt dat op ruim 100 kilometer afstand van de noordpool planten en bloemen groeien. Daarnaast ontdekt ze dat de hoeveelheid CO2 in de lucht tot een enorme hoeveelheid is toegenomen, 12%.
Ondertussen vangt Zane Zaminski, een SETI-wetenschapper, samen met zijn maat Calvin, een signaal van een vermoedelijk buitenaardse intelligentie op. Hij neemt het signaal op met een cassetterecorder en levert de tape af bij Phil Gordian, hoofd van het Jet Propulsion Laboratory, die de band zal onderzoeken. Hij is vanaf nu beland in een samenzwering. Gordian ontkent dat hij het bandje heeft en hij laat Zaminski ontslaan. Door het aan elkaar koppelen van vele schotels in zijn woonbuurt hoopt hij het effect van een grote schotel (een phased array) te bereiken en op die manier nogmaals het signaal op te vangen. Dit lukt, maar het signaal wordt begeleid door het geluid van een Mexicaans radiostation.
Zaminski reist af naar Mexico, waar het gebouw van het radiostation afgebrand blijkt te zijn. Zijn oog valt al snel op een elektriciteitscentrale, die door een nieuw bedrijf is opgeknapt. Hij ontmoet er Ilana, die zegt dat op deze plaats de hoeveelheid CO2 in de lucht in veelvouden is toegenomen. Zaminski dringt het gebouw binnen en ontdekt dat buitenaardse wezens er bezig zijn de aarde te laten aanpassen aan het klimaat waarin de wezens het best kunnen leven. Phil Gordian is een van de buitenaardse wezens. Het lukt Zaminski uiteindelijk om het een cassette met de bekenning van het plan van Gordian te bemachtigen en te sturen aan de media.

## Rolverdeling
| Acteur         | Personage     |
| -------------- | ------------- |
| Charlie Sheen  | Zane Zaminski |
| Lindsay Crouse | Ilana Green   |
| Richard Schiff | Calvin        |
| Ron Silver     | Phil Gordian  |
| Teri Polo      | Char          |